# Clytellus kareli
Clytellus kareli är en skalbaggsart som beskrevs av Holzschuh 2003. Clytellus kareli ingår i släktet Clytellus och familjen långhorningar. Inga underarter finns listade i Catalogue of Life.